# Antonín Brousek
Antonín Brousek (25. září 1941 Praha – 1. května 2013 Jindřichův Hradec) byl český exilový básník, literární kritik, redaktor, překladatel a vysokoškolský pedagog. Je řazen k nejvýznamnějším básníkům generace 60. let.

## Život
Narodil se do rodiny úředníka ČSD původem ze Starého Knína na Příbramsku, která se r. 1946 přestěhovala z Řeporyj na Zlíchov; matka si přivydělávala jako švadlena a později byla pečovatelkou v jeslích. Sestra se vyučila automechaničkou a por r. 1989 provozovala opravnu v Novém Kníně. Po maturitě na zlíchovské jedenáctileté střední škole (1958) Brousek studoval češtinu a ruštinu na FF UK; studia z vlastního rozhodnutí ukončil r. 1961. Pracoval v časopise Náš beton stavebního podniku Armabeton, v letech 1962–3 byl redaktorem poezie nakladatelství Svět sovětů, poté zaměstnancem literárního oddělení Československého rozhlasu. Během vojenské základní služby od r. 1965 do července 1967 byl redaktorem čtrnáctideníku Československý voják; v té době také navštívil s delegací spisovatelů Sibiř. Poté byl redaktorem v redakci časopisu Literární noviny (od března 1968 Literární listy a od září Listy).
V září 1969 s manželkou (Markéta, roz. Černochová 1941, literární kritička a historička; od r. 1974 docentka německého jazyka na Svobodné univerzitě v Berlíně) a sedmiletým synem emigrovali díky pozvání na roční studijní pobyt ve Stuttgartu. V letech 1970–76 v Tübingen a Západním Berlíně vystudoval slavistiku, germanistiku a srovnávací literaturu; jeho diplomová práce byla Sowjetlyrik nach Stalins Tod (1953–1958). V letech 1979–1987 byl lektorem na univerzitě v Kolíně nad Rýnem s přestávkou 1982–5, kdy pracoval v Ústavu pro výzkum nezávislých společenských hnutí a literatur ve východní Evropě v Brémách. Poté byl do roku 1997 docentem českého jazyka a literatury na Univerzitě v Hamburku. Roku 1994 získal na FF UK titul Ph.D.
Od roku 1971 bydlel s rodinou v Západním Berlíně, později v Hamburku; po roce 1989 žil střídavě v Čechách a v Německu. V exilu propadl těžkému alkoholismu, dokázal se však vyléčit; trpěl depresemi. Roku 2003 se s druhou partnerkou Zdenou vrátil na Zlíchov, r. 2006 se přestěhovali do Třeboně. Zemřel 1. května 2013 po několikadenní hospitalizaci v Jindřichově Hradci.
Jeho syn Antonín Brousek působí v Berlíně jako soudce a politik. Stal se poslancem německého spolkového sněmu za AfD z níž poté vystoupil a stal se nestraníkem. (nestr. za AfD).  V roce 2014 přeložil do němčiny Osudy dobrého vojáka Švejka.

## Dílo
Brousek vydal šest básnických sbírek (za první dvě obdržel Cenu nakladatelství Československý spisovatel za poezii). Napsal sbírku pro děti Zima a zpět, kterou Severočeské nakladatelství po jeho emigraci nevydalo. V roce 1995 mu byla udělena Cena Jaroslava Seiferta za sbírku Vteřinové smrti. Roku 2003 uspořádal výbor ze svých veršů včetně nových pod názvem třetí ze sbírek Nouzový východ.
Jako editor připravil několik výborů světové i české poezie, zejména exilové sbírky Ivana Blatného. Překládal z ruštiny a němčiny (jeho výbor z Hölderlina po emigraci nebyl vydán, středověká skladba Sebastiana Branta: Loď bláznů byl vydána r. 1970 pod jménem Josef Brukner), básnicky se podílel i na překladu makedonské a řecké poezie. Sestavil antologii Podivuhodní kouzelníci: Čítanka českého stalinismu v řeči vázané z let 1945–55 (Rozmluvy, Purley 1987, Praha 2000, ISBN 0-946352-39-9). V Německu recenzoval zejména ruskou literaturu pro deníky.
- Spodní vody, Československý spisovatel, Praha 1963
- Netrpělivost, Československý spisovatel, Praha 1966
- Nouzový východ, 1969, náklad zničen, poté v knize Zimní spánek (Sixty-Eight Publishers, 1980), samostatně Mladá fronta, 1992
- Kontraband, Sixty-Eight Publishers, Toronto 1975, verše z let 1969–1974
- Na brigádě, Sixty-Eight Publishers, Toronto 1979, spoluautor Josef Škvorecký, kritika československé normalizační literatury (Brousek se věnoval poezii, Škvorecký próze)
- Zimní spánek, Sixty-Eight Publishers, Toronto 1980, Československý spisovatel, 1991 (zde přidán oddíl Zapomnětlivost, což je přejmenovaný Kontraband, a naopak vypuštěn Nouzový východ, vydaný samostatně, a Domovský list)
- Vteřinové smrti, Rozmluvy, Purley 1987, rozšířeno Český spisovatel 1994
- Podřezávání větve, Torst, Praha 1999, studie a kritiky; zahrnuje i Brouskovu část Na brigádě a úvodní studii Podivuhodných kouzelníků
- Domovský list, Revolver Revue č. 47, 2001, soubor travestií českých klasiků (rozšířeno z oddílu v Zimním spánku)
- Nouzový východ, BB art, 2003 (nový výbor)